# Kongeå
Kongeå eller Kongeån är en 65 km lång å i södra Jylland i Danmark. Avrinningsområdet är cirka 455 km² stort. Kongeå rinner upp cirka 5 km sydost om Vamdrup och fortsätter västerut. På sin väg mot havet passerar Kongeå Foldingbro och Gredstedbro innan den via Kongeåslusen når Nordsjön i form av Vadehavet 10 km nordväst om Ribe. Största biflod är Vejen Å.
Kongeå utgör gräns mellan Nørrejylland och Sønderjylland och var gräns mellan kungariket Danmark och det danska hertigdömet Slesvig fram till 1864, då den blev gräns mellan Danmark och Tyskland. Detta upphörde 1920 då Danmark återfick norra Sønderjylland och gränsen flyttades söderut.